# Il ritorno di Tobia
Il ritorno di Tobia (en français Le Retour de Tobie) est un oratorio composé par Joseph Haydn en 1775. L'œuvre est référencée Hob.XXI.1 dans le catalogue thématique de Hoboken. C'est le premier des trois oratorios composés par Joseph Haydn.

## Livret
Le livret, en italien, fut écrit par Giovanni Gastone Boccherini, frère du compositeur Luigi Boccherini.

## Réception
La première donnée à Vienne le 2 avril 1775 sous la direction du compositeur lui-même, avec le soutien de la Tonkünstler-Societät, fut un énorme succès.
Haydn révisa l’œuvre en 1784, afin de réduire certaines séquences dans les airs (mais pas dans les récitatifs), et ajouta un nouveau chœur au milieu de chaque partie.
De nos jours, cette œuvre est cependant éclipsée par les deux oratorios suivants composés par Haydn près de vingt ans plus tard, La Création et Les Saisons.

## Discographie
- Ferenc Szekeres, Hungarian State Orchestra, Budapest Madrigal Choir, Magda Kalmar, Veronika Kincses, Klara Takacs, Attila Fulop, Szolt Bende, Hungaroton, 1972.
- Antal Doráti, Royal Philharmonic Orchestra, Brighton Festival Chorus, Barbara Hendricks, Benjamin Luxon, Della Jones, Linda Zoghby, Philip Langridge, Steve Albini, Decca, 1979.
- Andreas Spering, Capella Augustina, VokalEnsemble Köln, Roberta Invernizzi, Sophie Karthäuser, Ann Hallenberg, Anders J. Dahlin, Nikolay Borchev, Naxos, 2006.
- Nikolaus Harnoncourt, Orchestra La Scintilla, Arnold Schoenberg Chor, Sen Guo, Valentina Farcas, Ann Hallenberg, Mauro Peter, Ruben Drole, enregistré au festival de Salzbourg le 19 août 2013, Orféo 2018.